# Łotewska Socjalistyczna Republika Radziecka (1918–1920)
Łotewska Socjalistyczna Republika Radziecka (łot. Latvijas Sociālistiskā Padomju Republika, LSPR; ros. Латвийская Социалистическая Советская Республика) – marionetkowe państwo komunistyczne  istniejące na terenie Łotwy w latach 1918–1920, całkowicie zależne od Rosyjskiej FSRR.

## Historia
Radziecką Łotwę proklamowano 17 grudnia 1918 roku, w odpowiedzi na wcześniejsze proklamowanie rządu republiki Łotwy. Jej przywódcą w funkcji premiera został Pēteris Stučka (Piotr Stuczka). Wkrótce po jej powstaniu udało się bolszewikom łotewskim, z pomocą rosyjskiej Armii Czerwonej, opanować większość terytorium etnicznej Łotwy, co zmusiło narodowy rząd Kārlisa Ulmanisa do ewakuowania się do Lipawy. 
Siły zbrojne Łotwy składały się z dywizji Czerwonych Strzelców oraz jednostek Armii Czerwonej. 
Rząd Stuczki wprowadził w kraju reformy na wzór Rosji bolszewickiej, m.in. wywłaszczenie dużych majątków ziemskich, nacjonalizację przemysłu, ograniczenie roli związków wyznaniowych. Decyzja o upaństwowieniu drobnego rolnictwa została jednak nieprzychylnie przyjęta przez większość Łotyszów i stała się – obok terroru rewolucyjnego – jednym z powodów spadku popularności komunistów. 
Na wiosnę 1919 roku wojskom narodowym Ulmanisa, w toku wojny o niepodległość, dzięki pomocy niemieckiej Bałtyckiej Landeswehry, udało się odzyskać większość terytorium Łotwy – 22 maja została zdobyta Ryga. Terytorium Łotwy radzieckiej składało się od tego czasu jedynie z kilku powiatów na terenie Łatgalii, z których bolszewicy zostali wygnani zimą 1919/1920 roku przez wspólne siły Łotyszów i Polaków.